# Сюни (династия)
Сюни́, Сисакяны (арм. Սյունի, Սիսակյաններ) — армянская династия в античной и средневековой Армении, наследственные правители армянской исторической области Сюник. Одна из наиболее значимых династий в истории Армении. Один из княжеских родов сохранившихся в армянских землях после падения последней армянской монархии в 1375 году.
В письменную эпоху князья Сюни известны как правители одноимённого ашхара Великой Армении по меньшей мере начиная с III века н. э.. Изначально их родовым центром было местечко Шагат в гаваре Цхук, с начала IX века Егегис в гаваре Вайоц-Дзор, а с 970-х годов — город Капан.

## Исторический очерк

### Античность
«А в восточном краю, вдоль границ армянской речи (он назначает) двух наместников-десятитысячников, из среды родовладыческих домов Сисакеанов и Кадмеанов, имена которых мы приводили в одной из предшествующих глав».
Согласно античному преданию, династия Сюни, правившая Сюником в течение многих столетий, происходила от легендарного прародителя армян Хайка. Армянский историк конца XIII века Степанос Орбелян указывает, что династия на протяжении истории оказалась связана кровно-брачными узами с другими аристократическими династиями — Аршакидами, Пехлевидами, иногда с хазарами, позже с Багратидами. В более поздний период династия была тесно связана с арабскими и тюркскими завоевателями. Создание этого рода приписывается армянскому царю Валаршаку, который утвердил их наместниками восточных пределов Армении и военачальниками царских войск.

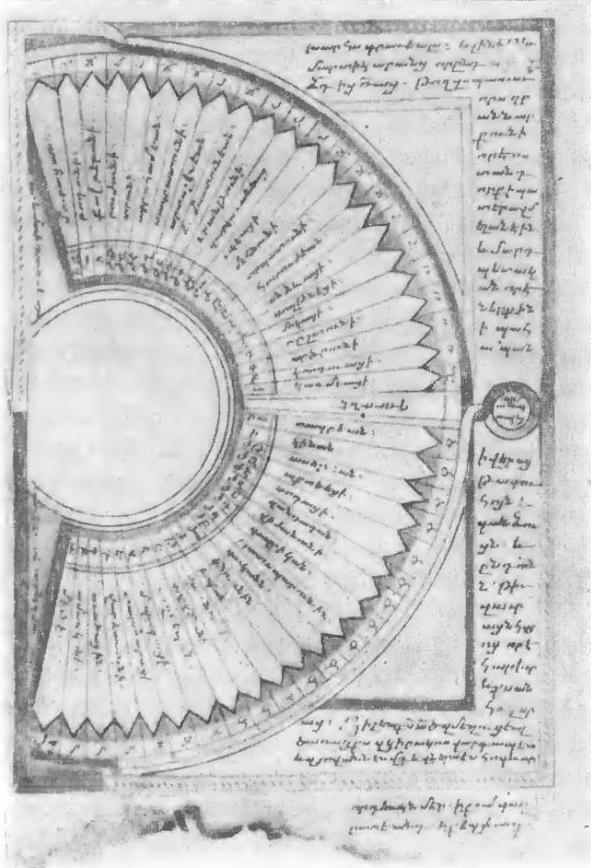
Князья Сюни в Зоранамаке — государственной грамоте, упорядочивающей количество и распорядок воинских сил в Великой Армении

После административного деления Великой Армении на «ашхары» (провинции), за родом Сюни было утверждено правление над Сюником, которое в дальнейшем становится их родовой привилегией, а Сюник — потомственным владением. Сюни являлись одним из самых мощных нахарарских родов. Так, согласно «Гахнамаку» (придворному тронному реестру), сюнийский князь занимал первый ранг среди высшей армянской аристократии при царском дворе. Политический вес армянских княжеских домов лучше всего иллюстрируется также размером их конницы, выставлявшейся на службу сюзерену — царю Армении. В частности, «Зоранамак» (царский военный реестр) указывает на то, что после царей Великой Армении именно князья Сюни имели наибольшую военную мощь. Благодаря своим подвигам и заслугам князья Сюни удостоились от царей Армении многих почестей, в частности имели право сидеть на серебряном троне, носить жемчужную заколку, кольцо печати с изображением кабана (родового герба), иметь золотой скипетр и носить красную обувь — признак принадлежности к высшей аристократии.
«От Хайка происходит Араманиак, от которого получила своё наименование гора Арагатц. От Араманиака — Армаис, который построил Армавир. Армаис родил Амасда, от которого получила своё наименование гора Масис. Амасия родил Гехама, который построил Гехаркуни. Гехам родил Сисака, от которого происходит Сюник, и Хармая, который родил Арама, именем которого все народы называют нас Арменами».
Сведения о раннем периоде истории Сюни скудны. Известно, что в начале IV века они активно участвовали в принятии христианства в качестве государственной религии Армении, сопровождали Григория Просветителя в Кесарию для рукоположения. В годы царствования Хосрова III Котака (330—338), Вагинак Сюни участвовал в карательном походе против бдешха Алдзника и был назначен правителем этой области. В конце 330-х годов высокого воинского ранга достигает Андовк Сюни. Царь Тиран (338—350) назначает Писака Сюни сенекапетом (стольником) при царском дворе. В начале царствования Аршака II (350—368) Вагинак Сюни назначается командующим восточными войсками Великой Армении, а Андовк — главой Алдзника и Тигранакерта. После смерти Вагинака Андовк стал владыкой рода Сюни. Его политический вес особенно возрос, когда его дочь Парандзем стала супругой царя Аршака II, то есть царицей Великой Армении. Андовк был известен своей проримской ориентацией. Под его руководством гарнизон Тигранакерта оказывал героическое сопротивление войскам сасанида Шапура II. После армяно-персидской войны 364—367 годов и временного захвата Великой Армении войска Шапура II подвергли Сюник разграблению; многие представители рода Сюни были убиты. Князья Сюни были восстановлены в своих правах примерно через 10 лет, при Манвеле Мамиконяне (377—387). Сын Андовка Бабик, вероятно не без согласия персов, снова получил во владение Сюник и стал союзником Манвела Мамиконяна. Царь Армении Аршак III (378—390) женился на его дочери, а сын Дара был назначен спарапетом. После раздела Великой Армении в 387 году, Дара Сюни вместе с Аршаком III перешёл в римскую часть Армении и погиб в одной из битв против Хосрова. В V веке Вагинак и Васак Сюни содействовали Месропу Маштоцу в деле основания школ и борьбе с сектантством.
Князья рода Сюни, входившие в число наиболее влиятельных армянских династий, могли бы претендовать на власть над всей Великой Арменией. В V—VI веках их основными соперниками стали Мамиконяны. После ликвидации царства Аршакидов в Восточной Армении в 428 году род Сюни играл значительную роль в жизни Армянского марзпанства. В 440-х годах Сасаниды назначили сюникского князя Васака Сюни марзпаном (правителем) всей Армении. В Аварайрской битве (451) Васак Сюни не поддержал армянские войска под предводительством Вардана Мамиконяна и перешёл на сторону персов, что предопределило их победу. Вероятно, с этого же времени роду Сюни поручается и охрана Дербентского прохода, что ещё больше усилило позиции сюникских князей.

### Средневековье
Следующие за Васаком князья Варазваан и Гдеон вели политику сближения с персидским двором. В годы войны Ваананц (481—484) Гдеон был казнён повстанцами. В 571 году накануне восстания в Армении, вызванного гонениями марзпана Сурена, по инициативе князя Вагана Сюни Сюник был отделён от Марзпанской Армении и присоединён к спахбедству Адурбадаган в качестве отдельного шахара. В VII веке, в годы войны императора Ираклия I с Персией, сюнийская княгиня Бюрех оказывала помощь византийским войскам. В середине VII века Сюни оказывали упорное сопротивление вторгшимся в Армению византийским и арабским войскам. В начале VIII века, в условиях ослабления арабского владычества и феодализма, род Сюни распался на несколько ветвей.

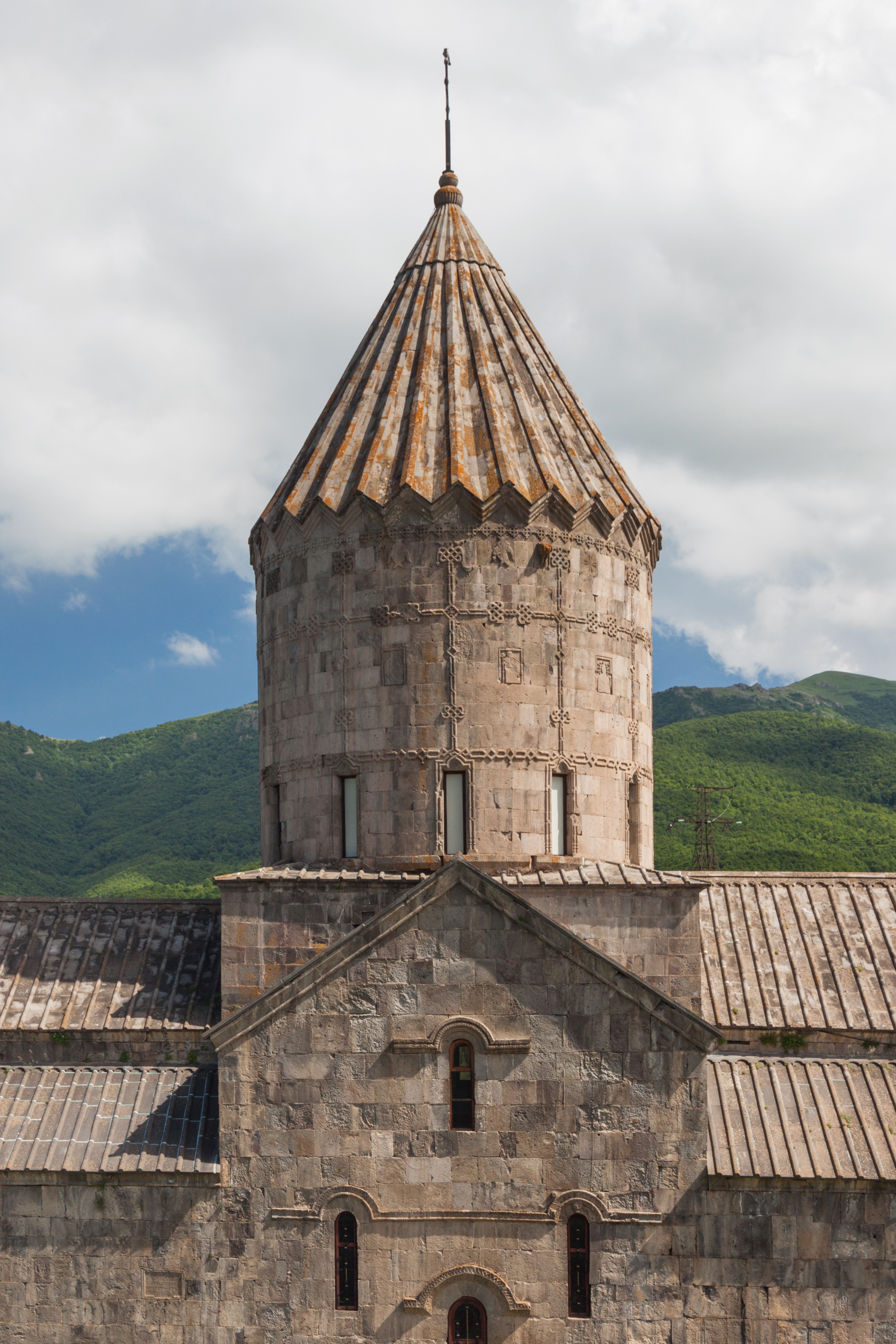
Татевский монастырь. Основан в 885—906 гг. сюзеренным князем Сюника Ашотом и его женой Шушан, а также князьями Григор Супан II и Дзагик.

В 821 году владения сюзерена Васака — правителя большей части Сюника — подверглись нападению арабских войск. С помощью предводителя хуррамитского движения Бабека Сюни сумели освободить свои земли от арабов, но попали в подчинение Бабеку. Во время войны против Бабека тот опустошил гавары Балк и Гегаркуник на побережье Севана. После смерти Васака его старший сын Филипэ, получив большую часть владений, стал сюзереном центрального Сюника, а младший сын Саак унаследовал земли вокруг озера Севан, став основателем рода Хайказун.
В IX веке род Сюни состоял из пяти ветвей. Князь Гегаркуника в 831—832 гг. погиб во время восстания против арабского востикана Хола. С этого же времени отмечается пробагратидская ориентация князей Гегаркуника, что проявилось также в кровно-брачных узах. В частности, дочь царя Ашота I Багратуни Мариам была супругой князя Васака Габура, а Катраниде, дочь царя Сюника Васака — женой царя Гагика I Багратуни. Весной 853 года сюзерены Вайоц-Дзора подверглись нападению арабского военачальника Буга. Пленённые князья Васак Ишханик и Ашот Сюни сначала были отправлены в Двин, затем отосланы в Самарру (близ Багдада). Однако вскоре они были освобождены и, вернувшись в Сюник, занялись его восстановлением. Васак Габур, утверждённый князем князей Армении Ашотом Багратуни в их отсутствие в качестве сюзерена Гегаркуника, уступил это право его законному владетелю князю Васаку Ишханику.
Накануне восстановления централизованного армянского государства владения Сюни были одним из трёх крупнейших политических объединений Армении (наряду с владениями Арцруни и Багратуни). Род Сюни поддержал основателя армянского царства Багратидов Ашота I в его восхождении на царский трон, признав его главенство над Сюником. В 875 году сюникские князья Григор Супан II и Васак Ишханик принимали участие в собрании армянской знати, созванной по инициативе Геворга II Гарнеци, предложив халифу возвести Ашота I на армянский трон.
В начале X века сюзерены Сюника попытались присоединить к своим владениям гавар Нахчаван. В 904 году царь Смбат I, желая ослабить княжество Васпуракан, передал Нахчаван Сюнику.
К началу X века владения Сюника были разделены на две части. Князь Смбат получил западный Сюник — Вайоц-Дзор и Шаапонк, а его брат — восточную часть — гавар Балк и долину реки Акера. В 909—910 гг. амир Юсуф из иранской династии Саджидов захватил гавар Ернджак, который удалось вернуть только Гагику I. В правление Ашота II Железного Багратуни побережье озера Севан на севере Сюника было присоединено к владениям Багратидских царей.
В конце IX — начале X века представители династии Сюни развернули масштабное церковное строительство. Были построены церкви вдоль озера Севан, церковь Аермон, Гндеванк, а 906 году был торжественно освящён (при участии царя Армении Смбата I) монастырь Татев.
В середине X века князь Васак Сюни предпринял попытку освободить от Шаддадидов Двин, однако потерпел поражение. После этого влияние рода вайоц-дзорских Сюни значительно ослабло. Уже в 970—980-х гг. сюзеренство переходит к князю Балка (на юге Сюника, область Капана) Смбату. Последний, используя временное ослабление анийских Багратидов, в 987 году объявил Сюник царством, хотя уже в следующем, 988 году признал свою вассальную зависимость от армянского царства Багратидов.

## С IX века
После столетнего перерыва, к началу IX века сюнийские князья сумели восстановить свои феодальные права. В 821 году, после смерти сюзерена Васака, его старший сын Филипэ унаследовал большую часть владений став сюзереном, а младший сын Саак, унаследовал земли вокруг озера Севан, став родоначальником ветви Хайказун.

### Сюзерены Вайоц-Дзора
- Филипэ
- Бабкен
- Васак Ишханик
- Ашот[40]
- Смбат
- Васак[41]

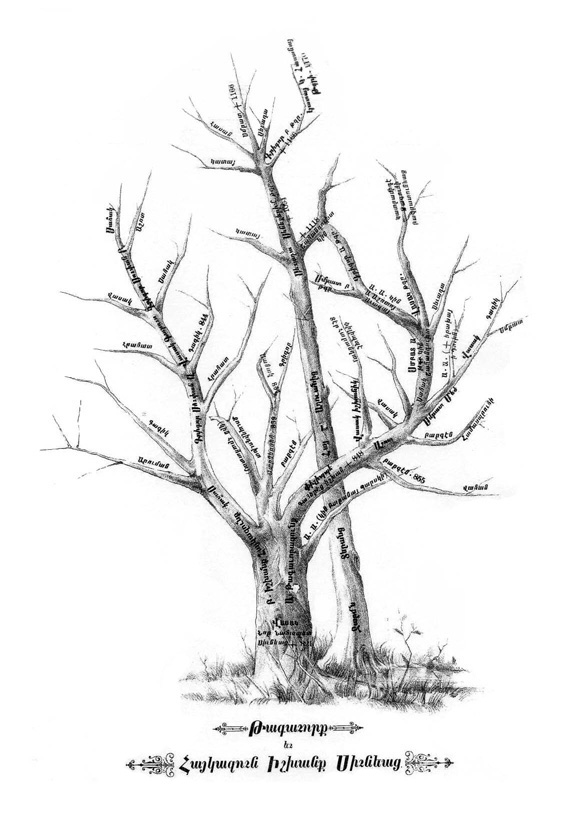
Генеалогическое древо ветви Хайказун рода Сюни (автор Г. Алишан, 1893 год)

В середине X века, князь Васак Сюни предпринял попытку освободить от Шаддадидов Двин, однако потерпел поражение. После этого влияние сюнийских князей Вайоц-Дзора значительно ослабло. С 70—80-гг X века политический центр Сюника сместился на юг — в гавар Балк (Капан). Сюзеренство переходит к князю Смбату, сыну князя Саака, одного из четырёх сыновей (Смбат, Саак, Васак, Бабкен) сюзерена Ашота.

### Хайказуны Гегаркуника
Этим названием князья подчёркивали своё происхождение от Хайка — легендарного предка армян. Основатель ветви Xaйказун (Хайкиды) — князь Саак, младший сын сюзерена Васака. Их владения охватывали северный Сюник — побережье Севана, около 821—925 гг.. Центр владений располагался в местечке Кот (современный Неркин Геташен близ Мартуни, марз Гехаркуник).
- Саак
- Григор Супан I
- Васак Габур
- Григор Супан II
- Васак и Саак[45]

Князья Хайказун, также как и все представители рода Сюни, отличались тягой к культурному строительству. Современный им источник пишет: «Меж тем в эти самые дни призрел Господь на страну Армянскую, и, покровительствуемые и споспешествуемые всяческой благодатью, каждый поселился в своем наследии…. И главные нахарары наши, уверившись в своей безопасности и получив отдых от разбойничьих набегов, стали строить каменные, с толстыми, накрепко скрепленными известью стенами церкви при монастырях, в аванах и агараках. А более всех [строили] ишхан Григор из рода Хайказунк и его братья Саак и Васак, которые [в качестве] вотчинной собственности владели гаварами, что расположились вокруг берегов озера Гелам.».
| |  |                                            |  |                                           |  |
| Монастырь Севанаванк, основанный в 874 году принцессой Мариам — дочерью Ашота I Багратуни и супругой Васака Габура |  | Макенис. Перестроен князем Григор Супан II |  | Котаванк. Построен князем Григор Супан II |  |

Около 925 года владения Хайказунов Гегаркуника были аннексированы царём Ашотом II Железным.

## Цари Сюника
В 987 году сюзерен Сюника Смбат, воспользовавшись ослаблением централизованного армянского государства, объявил Сюник независимым царством, но уже в 988 году вынужденно признал вассальную зависимость от Анийских Багратидов. В целом цари Сюника оставались верными союзниками Анийских Багратидов. Во времена Васака и Смбата II Ашотяна Сюник переживал экономический подъём. У Смбата II не было потомков, и на престол был возведён его младший брат Григор. Оба они по имени своего отца Ашота назывались «старшими Ашотянами». В годы Григора I Ашотяна царство Сюника подверглось разрушительным нашествиям тюрок-сельджуков и потеряло некоторые приграничные гавары. В X—XI вв. цари Сюни участвуют во всех значительных общеармянских военно-политических акциях. Так, например царь Васак участвовал в Парисосском походе (1003) Гагика I, а Смбат II Ашотян оказал военную помощь царю Ташир-Дзорагета Давиду I Безземельнуму во время его конфликта с эмиром Двина Абу-л Асваром.
- Смбат I — с 976/980 сюзерен, 987—998 царь
- Васак — 998—1040
- Смбат II — 1040—1044
- Григор I — 1044—1072

После падения централизованного армянского государства Сюник и Ташир (где правили Кюрикяны — младшая ветвь армянских Багратуни) остались одними из немногочисленных частей Армении, которые не подверглись завоеваниям. После смерти Григора I Ашотяна преемственность царей из этой династии прервалась. Трон перешёл к Сенекериму из Хачена — старшему брату супруги Григора I. На могиле Григора I написано:

Год 1072. Царь Григор, сын Ашота.
Оригинальный текст (арм.)ԹՈՒԱԿԱՆ(ԻՆ): ՇԻԱ: (1072). ԳՐԻԳՈՐ ԹԱԳԱԻՈՐ, ՈՐԴԻ ԱՇՈՏԿԱ.

Сельджукские нашествия нанесли катастрофический удар по армянскому этносу. Сюник и другие части Армении были захвачены ими. Сохранившиеся остатки княжеского рода Сюни дали начало меликским родам Сюника XVII—XIX вв. В частности, согласно историку Раффи, большинство из одиннадцати меликских родов Сюника XVIII в. вели своё происхождение от княжеского рода Сюни.

## Комментарии
1. ↑  Согласно Хоренаци и последующим им авторам: Хайк—Араманяк—Арамаис—Амасия—Гегам—Сисак (Хоренаци, I, 12)

## Исторические источники
- Степанос Орбелян. История Сюника (арм.). — Ереван: Советакан грох, 1986.
- Ованес Драсханакертци. История Армении / Перевод с древнеармянского М. О. Дарбинян-Меликян. — Ереван, 1984.